# 自由への招待
「自由への招待」（じゆうへのしょうたい）は、日本のロックバンド、L'Arc〜en〜Cielの24作目のシングル。2004年6月2日発売。発売元はKi/oon Records。

## 概要
9thアルバム『SMILE』から約2ヶ月ぶりとなる新譜のリリース。本作の収録曲は、アルバム『SMILE』のレコーディングと同時期に録音作業が行われている。
本作の表題曲「自由への招待」は、自由を求めて奔走するようなリリックがのせられた、疾走感と清涼感のあるギターのサウンドが魅力的なポップ・ロックとなっている。また、表題曲は、本作発売の約1ヶ月前の2004年5月12日から、ダイハツ工業「MOVE CUSTOM」のCMソングに使用されている。なお、同企業とのタイアップは、5thアルバム『HEART』に収録された「Shout at the Devil」以来約6年ぶりのこととなる。（詳細は楽曲解説の項目を参照）
カップリングには、パートチェンジバンド、P'UNK〜EN〜CIELによるL'Arc〜en〜Cielの楽曲のセルフカバーが収録されている。このパートチェンジバンドでは、tetsuyaがボーカル、hydeがギター、yukihiroがベース、kenがドラムを担当している。さらに、メンバーそれぞれがアーティスト名義を変更しており、tetsuyaはTETSU P'UNK（後にT.E.Z P'UNKに改名）、hydeはHYDE P'UNK、yukihiroはYUKI P'UNK、kenはKEN P'UNKを名乗り活動している。このパートチェンジバンドによるセルフカバー企画は、2011年に発表したシングル「GOOD LUCK MY WAY」までのシングル12作品で行われた。また、2004年から2008年の約5年間にL'Arc〜en〜Ciel名義で開催したライヴでは、アンコールの一発目でP'UNK〜EN〜CIELとして登場し、セルフカバーを披露する公演も多く行われている。なお、この企画が始まったきっかけについて、kenは「企画としては…ヴォーカルを変えて「READY STEADY GO」を録ったよね（シングル「瞳の住人」に収録）。あの辺りから、楽器も替えて…みたいな匂いはあったんだよね。で、ライヴも近づいて、新曲（「自由への招待」）のリリースもあるっていうところで、hydeが言い出したのかな」と述懐している。
ちなみに、P'UNK〜EN〜CIELでセルフカバー音源を制作するにあたっての楽曲の選定・アレンジは、メンバーが持ち回りで担当する決まりとなっている。本作のカップリングに収録された「milky way」のセルフカバー音源は、hyde（HYDE P'UNK名義）が選曲・アレンジを担当している。また、アレンジの方向性は、バンド名が示すように"原曲をパンク・ロック風にしていくこと"を基本としていたが、この企画が進むにつれ、1980年代の頃にメンバーが好んで聴いていた様々なジャンルのアーティストをオマージュしたアレンジを施していく企画に変容している。この企画について、hydeは「俺がギターが上手かったら、この曲は"メタル アン シエル"になってましたね（笑）」、kenは「（この企画は）会話みたいなものなんじゃないですかね。みんな大人になってどうでもいいこと話さなくなるじゃないですか。そのどうでもいいこと（笑）をその、パンク アン シエルで―― 楽器を変えることで、果たしてるような気がしますね」、tetsuyaは「ある意味馬鹿馬鹿しいことを、大真面目にさらっとやれる余裕のあるところもラルクらしさだと思う」とそれぞれ語っている。

## リリース

### リリースの経緯
本作を含め、2003年のバンド再始動を経て発表されたシングルの表題曲は、tetsuyaが3作連続で作曲を担当している。これはスタッフの推薦によるもので、tetsuyaは「シングルに関して僕はね、ある程度お任せなんですよ。どの曲をシングルにするかとか」と述べている。

### リリース形態
本作は、通常盤（CD）の1形態でリリースされており、初回限定仕様はスーパーピクチャーレーベルになっている。また、初回限定特典として、IDナンバー付きP'UNK〜EN〜CIELカードが封入されている。さらに、フィジカルの規格は、前作に引き続きCCCDで当初販売されたが、2005年10月26日にCD-DAで再発売されている。ちなみに、本作がL'Arc〜en〜CielにとしてCCCD規格で発表した最後の作品となっている。
なお、L'Arc〜en〜Cielはこのシングル以降、フィジカル発売と同日もしくはそれに先駆けて、表題曲を各種音楽配信サービスサイトで発表するようになり、楽曲のリリースの形態が大きく変わっている。この当時の日本では、携帯電話で音源のフルコーラスが聴ける着うたフルなどの独自サービスが登場し、楽曲のダウンロード配信が本格的に始まった背景があり、L'Arc〜en〜Cielもこの流れに沿うように販売形態を多様化していく運びとなった。

### チャート
発売初週となる2004年6月14日付のオリコン週間シングルチャートで、前作「瞳の住人」に続き4作連続通算13作目となる首位を獲得している。

## ミュージックビデオ
表題曲「自由への招待」のミュージック・ビデオは、野田智雄がディレクターを務めた作品となっている。
このミュージック・ビデオは、2007年12月5日に発表したクリップ集『CHRONICLE 3』に初収録されている。また、2019年12月11日には公式YouTubeアーティストチャンネルにおいて、YouTube Music Premium限定で映像の有料公開が開始されている。前述のYouTubeチャンネルでの有料公開開始から約2年4ヶ月後となる2022年4月29日からは、同サイトで映像の無料公開が開始されている。

## 収録曲
| #         | タイトル                                                 | 作詞      | 作曲      | 編曲                          | 時間  |
| --------- | -------------------------------------------------------- | --------- | --------- | ----------------------------- | ----- |
| 1.        | 「自由への招待」(L'Arc〜en〜Ciel)                        | hyde      | tetsu     | L'Arc〜en〜Ciel, Hajime Okano | 4:00  |
| 2.        | 「自由への招待 (hydeless version)」(L'Arc〜en〜Ciel)     |           | tetsu     | L'Arc〜en〜Ciel, Hajime Okano | 4:01  |
| 3.        | 「milky way」(P'UNK〜EN〜CIEL)                           | hyde      | tetsu     | HYDE P'UNK                    | 4:17  |
| 4.        | 「milky way (TETSU P'UNKless version)」(P'UNK〜EN〜CIEL) |           | tetsu     | HYDE P'UNK                    | 4:14  |
| 合計時間: | 合計時間:                                                | 合計時間: | 合計時間: | 合計時間:                     | 16:32 |

## 楽曲解説
1. 自由への招待 / L'Arc〜en〜Ciel
  - 作詞: hyde / 作曲: tetsu / 編曲: L'Arc〜en〜Ciel & Hajime Okano

疾走感と清涼感のあるギターのサウンドが魅力的なポップ・ロックナンバー。作曲を担当したtetsuya曰く、2003年に開催したライヴ「Shibuya Seven days 2003」に向けたリハーサルの合間に、この曲の制作が始まったという[8]。この曲の制作を振り返り、tetsuyaは「リハで昔の曲ばっかりやっていて飽きてたところもあったので、新曲でも作ろうかなって。それで、リハのスタジオで作ったのが始まりでしたね[8]」「原曲をつくったのは、「Shibuya Seven days 2003」のリハの時。yukihiroと俺が2人だけでスタジオに入ってる時に昔の曲ばっかり練習してるのに飽きて、新曲作ろうかな？と思って俺がギターの弾き語りで2人で軽くつくったのがいちばん最初。yukihiroは覚えてないかもしれないけど（笑）[9]」と述懐している。
また、久々のL'Arc〜en〜Cielでの楽曲制作ということもあり、tetsuyaは「イントロから"久しぶりのL'Arc〜en〜Ciel"を感じられる曲にしたかった」という[10]。そのためこの曲は、tetsuyaが作曲を担当したL'Arc〜en〜Cielの楽曲らしい、疾走感溢れるポップでキャッチーなロックナンバーに仕上げられている。なお、tetsuyaはこの曲を「活動再開後の第一弾シングルにしたい」と考えていたという[10]。ただ、結果的にバンド活動を再開した直後に発表したシングルの表題曲には採用されず[10]、さらに2004年3月に発表したアルバム『SMILE』への収録からも漏れている[10]。
ちなみにkenも、tetsuyaと同様に、この曲について「ある種L'Arc〜en〜Cielらしい曲[11]」と述べている。kenはこの曲の印象について「「Driver's High」とかの頃より、俺はもっと前の段階なラルクな気がするんですね。もっと前のラルクと「Driver's High」ぐらいが足されたものかなみたいな。メロディーとかそういう話じゃなくて、匂いとしてはそういうものかなあって思ってましたね[11]」と述べている。
また、kenは、この曲のギターアプローチについて「『SMILE』というよりは、それ以前の感じでやってる。アンプがレクティファイアーで歪みがケンタウルスだったから、ファズじゃないよね。弾いてる内容も、前のイメージ。ヴォイシングも、下に積んでいく感じではない[12]」「（この曲の）伸びやかなフレーズを弾く時は、ふたつくらい前のアルバムの自分のフレーズを思い出して弾いてましたね。この伸びやかなフレーズも「Driver's High」とかの後は、やってない気がするんで[11]」と語っている。ちなみにtetsuyaは、この曲のサビの裏メロで、6弦エレクトリックベースのフェンダー・ベースVIを弾いている[13]。
歌詞は、タイトルにも表れているように、自由を求めて奔走するような内容のリリックが綴られている。こういったリリックがのせられたのは、作詞を担当したhydeがこの曲の作詞作業をしていたころに、自身のソロ活動とL'Arc〜en〜Cielのレコーディングを並行して行っていたため、かなり多忙だったことが影響している。hydeは歌詞のイメージについて「忙しいから自由が欲しい。それを素で歌ってるだけ（笑）。それを一番冗談ぽく書いた[14]」「自由が欲しい、その扉しか自分の中で開かない（笑）、みたいな感じです[14]」と述べている。また、この曲の歌詞では韻を踏んだようなフレーズが随所に登場するが、このことについてhydeは「キャッチーな曲って、ラフさがいいのかなあって気がしてて。考え込んで詞を書くと、曲に合わない感じがするんですよ、何となく。だから、いい意味でラフさが出る方が、曲に合った詞が書けるんじゃないかなって[14]」と語っている。
余談だが、この曲の仮タイトルは「ハンバーグと目玉焼き」と名付けられている。この仮タイトルは、作曲者であるtetsuyaが付けており、この曲の原型が生まれた日にtetsuyaが食べていた昼食に由来している[15]。なお、仮タイトルに関するエピソードは、日本テレビ系音楽番組『速報!歌の大辞テン』に出演した際のトークコーナーなどで明かされている[16]。
2. milky way / P'UNK〜EN〜CIEL
  - 作詞・作曲: tetsu / 編曲: HYDE P'UNK

パートチェンジバンド、P'UNK〜EN〜CIELによる、5thアルバム『HEART』の収録曲「milky way」のセルフカバー。
アレンジを担当したhydeは、L'Arc〜en〜CielのライヴでP'UNK〜EN〜CIELとしてパフォーマンスをするうえで、会場が盛り上がるような楽曲を探していたという。hydeは選曲の経緯について「盛り上がる場合、明るい曲がいいかなって思って、コード進行とかがね。そういう中で、最近ライヴでやんなくなった曲ないかなあと思って見つけたのが「milky way」で[4]」と述べている。ちなみに、このセルフカバーには、ラストサビ前でベースを担当するyukihiroによる掛け声（カウント）が入っている。この曲以降に発表したP'UNK〜EN〜CIELによるカバー音源においても、必ずyukihiroによる掛け声が採り入れられており、この掛け声はP'UNK〜EN〜CIELの一つのお約束になっている。
余談だが、次作「Round and Round 2005」（25thシングル「Killing Me」c/w）以降、P'UNK〜EN〜CIELとして発表するセルフカバーには、「音源を発表した年」が副題として曲名の末尾に付けるようになっている。そのため、本作に収録された「milky way」のカバーに限り、その表記がされていない。ただ、2012年に発表したL'Arc〜en〜Cielの12thアルバム『BUTTERFLY』の完全生産限定盤に特典CDとして付属する、P'UNK〜EN〜CIEL名義の唯一のアルバム『P'UNK IS NOT DEAD』にこのカバーが収録された際には、「milky way 2004」と表記が変更されている。

## タイアップ
自由への招待
- ダイハツ工業「ムーヴカスタム Vセレクション」CMソング[17]

## 参加ミュージシャン
- 自由への招待 / L'Arc〜en〜Ciel
  - hyde：Vocal
  - ken：Guitar
  - tetsu：Bass
  - yukihiro：Drum
    - tetsu：Six Strings Bass, Keyboard, Background Vocal
    - 岡野ハジメ：Keyboard, Auto Harp
    - 斎藤仁：Manipulate
    - 小池敦：Manipulate
- milky way / P'UNK〜EN〜CIEL
  - TETSU P'UNK：Vocal, Guitar
  - HYDE P'UNK：Guitar, Backing Vocal
  - YUKI P'UNK：Bass
  - KEN P'UNK：Drum

## 収録アルバム
オリジナルアルバム
- 『AWAKE』 (#1)

セルフカバーアルバム
- 『P'UNK IS NOT DEAD』 (#3)